# No Way Out (2006)
No Way Out (2006) — это PPV-шоу по рестлингу, проводимое World Wrestling Entertainment (WWE), брендом SmackDown!. Состоялось 19 февраля 2006 года в Балтиморе, Мэриленд на арене «Фёрст Маринер Арена».

## Результаты
| №                             | Матч | Тип матча                                                                     | Время |
| ----------------------------- | --- | ----------------------------------------------------------------------------- | ----- |
| 1H                            | Бугимен победил Саймона Дина                                                                                            | Матч один на один                                                             | 1:55  |
| 2                             | Грегори Хелмс победил Брайана Кендрика, Фунаки, Кида Кэша, Нунзио, Пола Лондона, Психоза, Скотти 2 Хотти и Супер Крэйзи | Матч за титул чемпион WWE в первом тяжёлом весе                               | 9:42  |
| 3                             | Джон «Брэдшоу» Лэйфилд победил Бобби Лэшли                                                                              | Матч один на один                                                             | 10:58 |
| 4                             | Мэтт Харди и Татанка победили MNM (Джоуи Меркьюри и Джонни Найтро (с Мелиной))                                          | Командный матч                                                                | 10:28 |
| 5                             | Крис Бенуа победил Букера Ти                                                                                            | Матч один на один за титул чемпион Соединённых Штатов WWE                     | 18:13 |
| 6                             | Рэнди Ортон победил Рея Мистерио                                                                                        | Матч один на один за претендентство № 1 на титул чемпиона мира в тяжёлом весе | 17:28 |
| 7                             | Курт Энгл победил Гробовщика                                                                                            | Матч один на один за титул чемпиона мира в тяжёлом весе                       | 29:37 |
| H — матч на Sunday Night Heat | |                                                                               |       |